# Brigos (Chantada)
Brigos (llamada oficialmente San Salvador de Brigos) es una parroquia española del municipio de Chantada, en la provincia de Lugo, Galicia.

## Otras denominaciones
La parroquia también es conocida por el nombre de O Salvador de Brigos.

## Organización territorial
La parroquia está formada por siete entidades de población:

### Entidades de población
Entidades de población que forman parte de la parroquia:
- As Casas Novas
- Baltar
- Brigos de Baixo (Brigos de Abaixo)
- Brigos de Riba (Brigos de Arriba)
- Eiriz
- Faluche

### Despoblado
Despoblado que forma parte de la parroquia:
- Asper

## Demografía
| Gráfica de evolución demográfica de Brigos entre 2000 y 2019 |
|                                                              |
| Datos según el nomenclátor publicado por el INE.             |